# 瀬戸市立品野中学校
瀬戸市立品野中学校（せとしりつ しなのちゅうがっこう）は、愛知県瀬戸市広之田町にある公立中学校。

## 概要
- 瀬戸市の東部、三国山の麓に位置し、豊かな自然に囲まれた小高い丘の上に在る。
- 戦後の国策に伴い、文部省より産業教育の研究委嘱を受け、茶の栽培・窯業を中心に継続的に実践研究が積み重ねられてきた。　茶園は、平成2年に幕を閉じ、地場産業である窯業は、一層活動が充実してきた。
- 八床町、品野町1-8丁目、落合町、北丘町、広之田町、中品野町、井山町、鳥原町、岩屋町、窯町、上品野町、白岩町、片草町、上半田川町、下半田川町、定光寺町、余床町が校区であり[1]、瀬戸市立下品野小学校校区と瀬戸市立品野台小学校校区、瀬戸市立掛川小学校校区に該当する[2]。
- 旧・東春日井郡品野町の中学校であった。

## 沿革
- 1947年（昭和22年）4月1日 - 東春日井郡品野町]に品野町立品野中学校として開校。校舎は無く、旧・青年学校の校舎と下品野小学校の校舎の一部を仮校舎とする。
- 1948年（昭和23年） - 陸軍造兵廠名古屋工廠鳥居松製造所の建物の払い下げを受け、現在地に校舎が完成し、移転する。
- 1951年（昭和26年） - 本館が完成する。
- 1959年（昭和34年）4月1日 - 品野町が瀬戸市に編入される。同時に瀬戸市立品野中学校に改称する。
- 1970年（昭和45年） - 瀬戸市広之田町に新校舎（鉄筋コンクリート造）が完成する。
- 1971年（昭和46年）2月1日　新校舎竣工式

## 交通アクセス
- 瀬戸市コミュニティバス上半田川線「広之田」バス停より徒歩約8分。
- 名鉄バスしなの線「中品野」バス停より徒歩約12分。
  - 新瀬戸駅から【2系統・2H系統・3系統】「上品野」行。

## 周辺施設
- 瀬戸市立下品野小学校
- 瀬戸市立品野台小学校
- 瀬戸市立掛川小学校
- 瀬戸市自治会
- 瀬戸市役所品野支所
- 瀬戸警察署品野交番
- 品野郵便局
- 上品野簡易郵便局
- 瀬戸信用金庫品野支店
- JAあいち尾東品野支店